# Konkatedra św. Eberharda w Stuttgarcie
Konkatedra św. Eberharda (niem. Domkirche St. Eberhard) – rzymskokatolicka świątynia znajdująca się w niemieckim mieście Stuttgart. Konkatedra diecezji Rottenburga-Stuttgartu.

## Historia
Pierwszym kościołem katolickim w Stuttgarcie po okresie Reformacji była kaplica dworska z ok. 1734, która powstała dla katolickiego księcia Karola Aleksandra Wirtemberskiego. Po objęciu władzy przez Fryderyka I Wirtemberskiego kaplicę zamknięto w 1798 roku, a nabożeństwa odprawiano w jednym z audytoriów w Hohe Karlsschule. W 1806 otwarto kościół garnizonowy na osiedlu Hospitalviertel, a w latach 1808-1811 wzniesiono nowy kościół parafialny przy Königstraße – obecną konkatedrę. Wcześniej w tym miejscu znajdowała się ujeżdżalnia koni. 1 stycznia 1910 został on siedzibą dekanatu. Świątynię przebudowano w latach 1933-1934. Budynek został zniszczony podczas II wojny światowej wskutek bombardowań, odbudowano go w zmodyfikowanej formie w latach 1953-1955 na podstawie projektu Hugona Schlössera. 30 września 1978 diecezję Rottenburga przemianowano na diecezję Rottenburga-Stuttgartu, a kościół św. Ebenharda podniesiono do godności konkatedry (niem. Konkathedrale), nadając mu również tytuł Domkirche. Wnętrze świątyni wyremontowano w 2022 roku.

## Architektura i wyposażenie
Świątynia modernistyczna. Na emporze znajdują się organy, pochodzące z warsztatu Winfrieda Albieza, uruchomione po raz pierwszy 19 grudnia 1982. Organy w prezbiterium zainaugurowano 22 października 2006 na pamiątkę 200. rocznicy ogłoszenia wolności religijnej w Wirtembergii. Na 50-metrowej wieży konkatedry zawieszone są dzwony wykonane ludwisarni Grassmayr, wybijające godziny i kwadranse między 8:00 a 21:45.

## Galeria

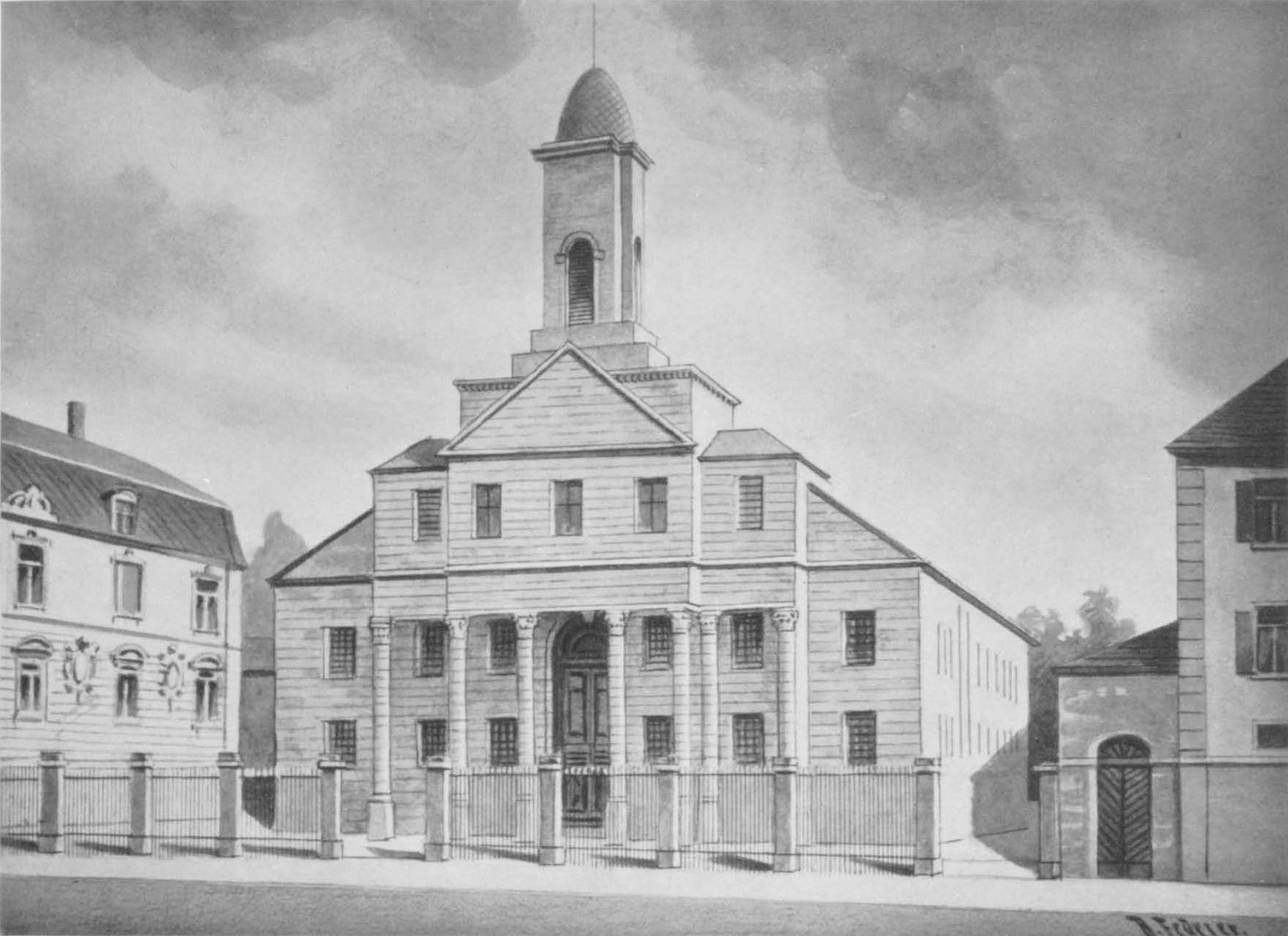
Kościół ok. 1890
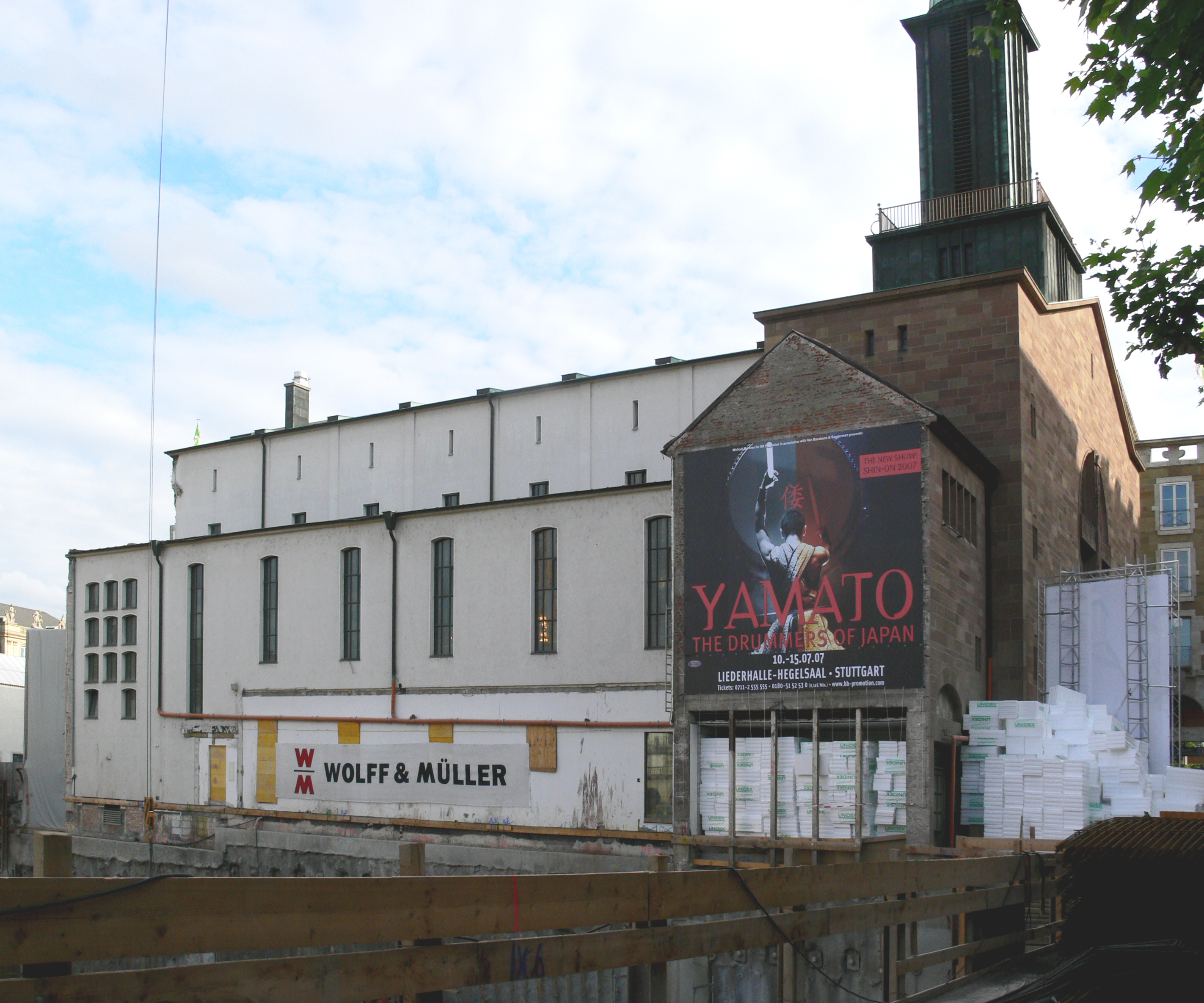
Północna elewacja w 2007, przed budową sąsiedniego budynku
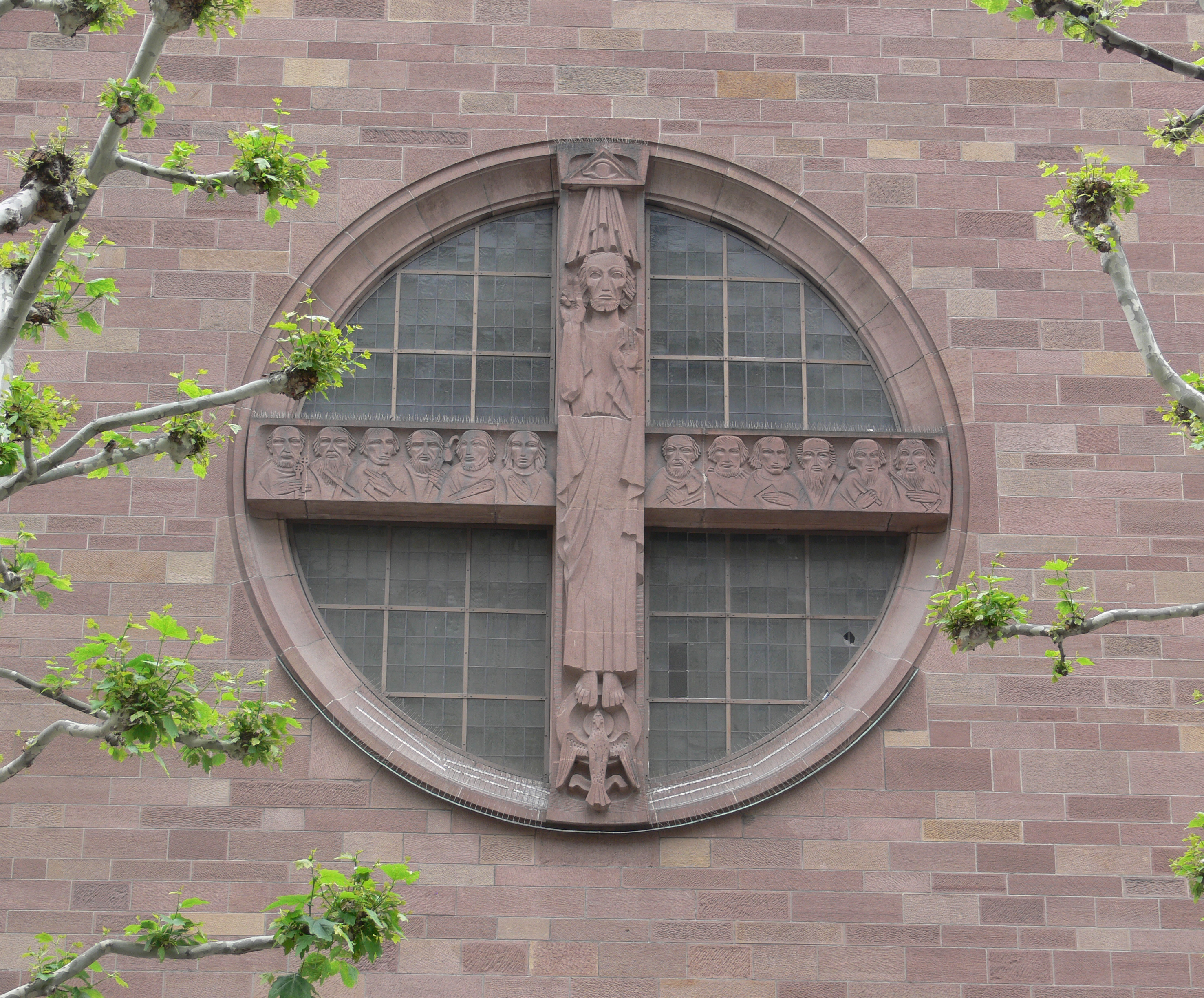
Rozeta na fasadzie
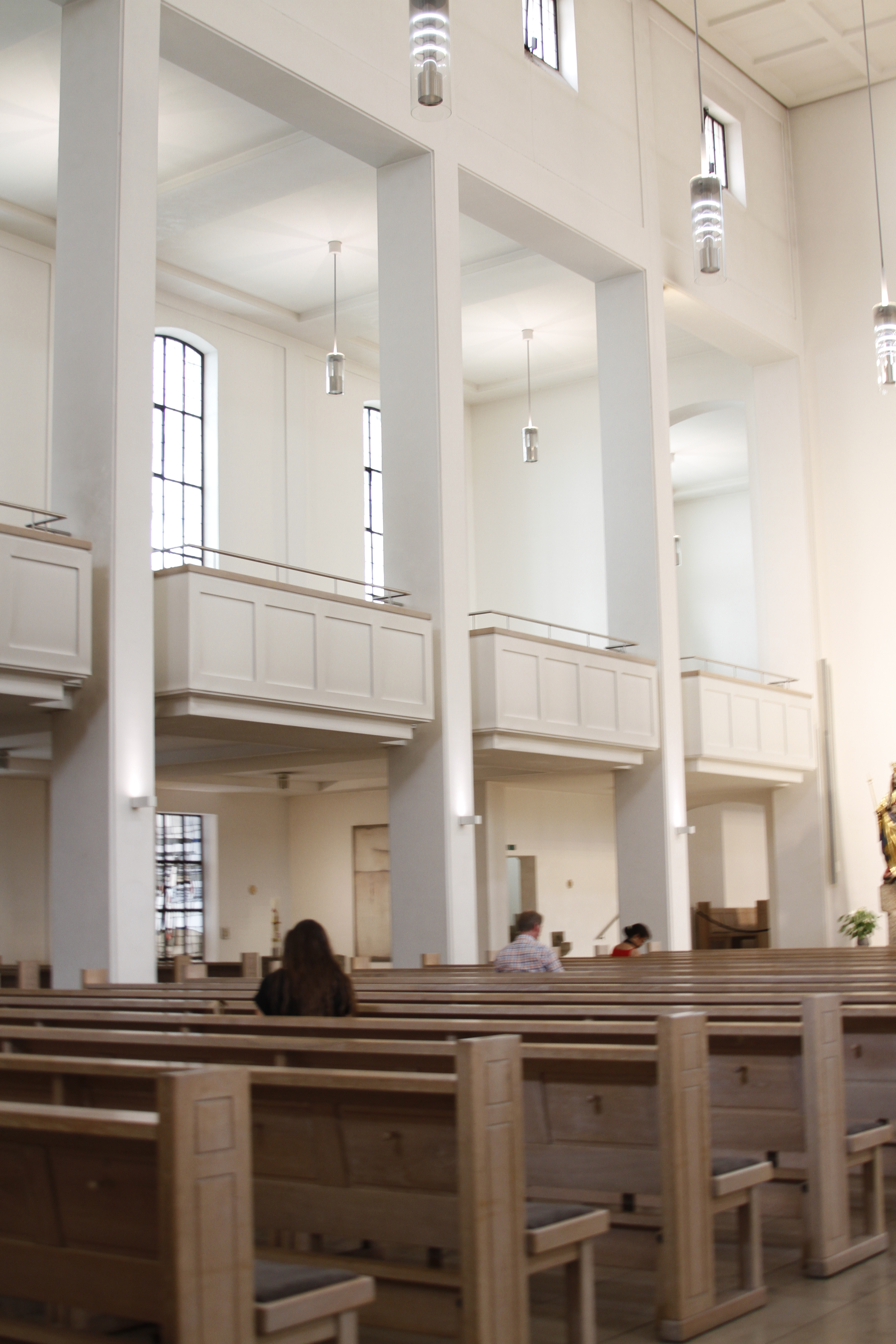
Empory we wnętrzu
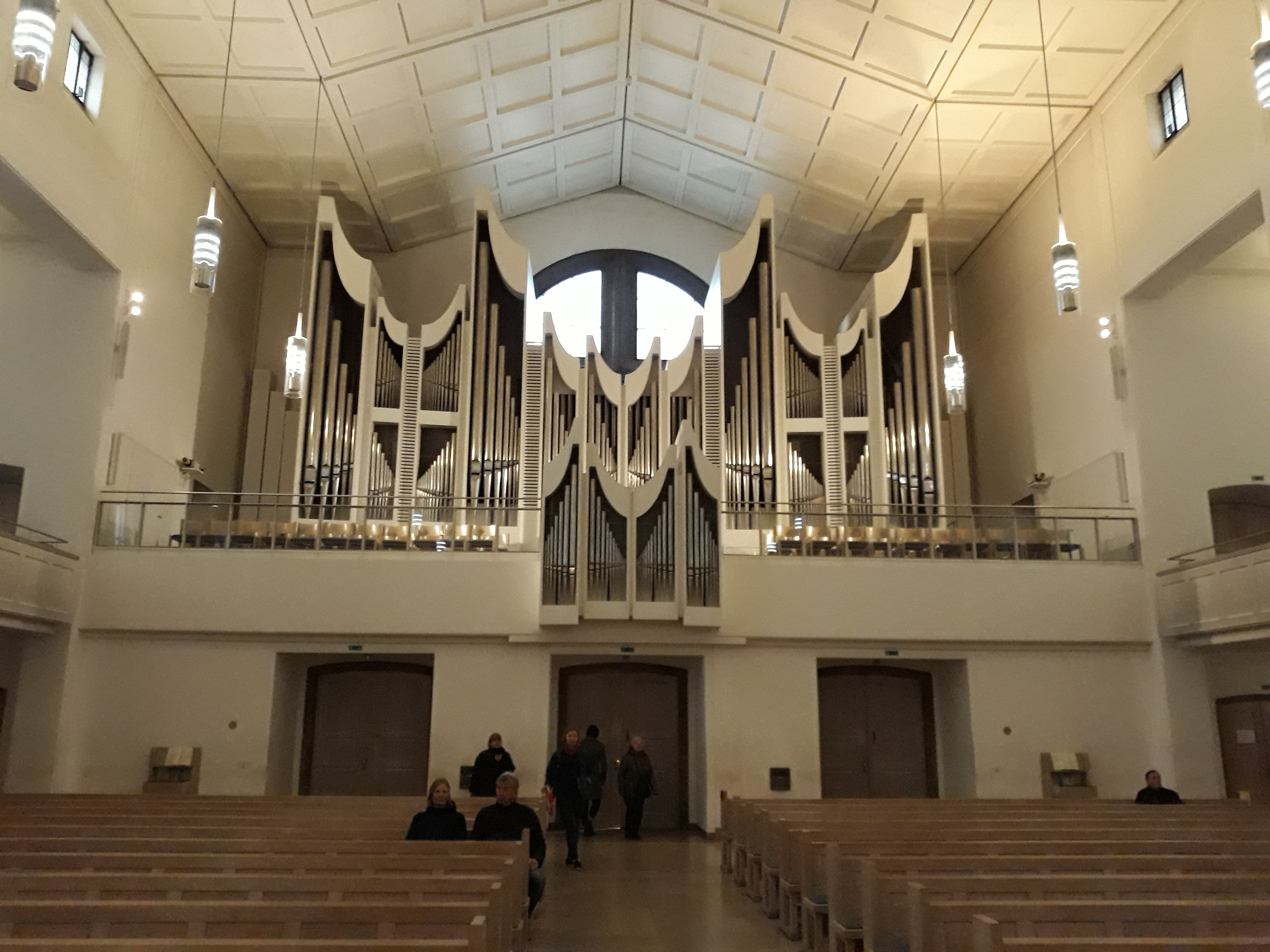
Organy